# Nonius Atticus
Nonius Atticus est un homme politique romain de la fin du IVe siècle. Ancien préfet du prétoire d'Italie de Valentinien II, il est nommé consul pour l'année 397 par l'empereur Honorius.

## Biographie

### Origine
Nonius Atticus est issu d'une famille de l'aristocratie sénatoriale. Quoique chrétien, il entretient des relations amicales avec Symmaque et avec le poète païen Naucellius,.
Nonius Atticus pourrait être le fils de Nonius Tineius Tarrutenius Atticus et de son épouse Maxima. Il est peut-être le frère de Nonia Maxima. Il possède une propriété à Tibur (aujourd'hui Tivoli).

### Carrière
En 383, après la chute de Gratien et l'usurpation de Maxime, Nonius Atticus est nommé par Valentinien II à la tête de la préfecture du prétoire d'Italie. Il succède à ce poste à Petronius Probus, l'une des figures politiques les plus importantes de la cour de Gratien. Son office est de courte durée puisqu'il est remplacé en 384 par Vettius Agorius Praetextatus,.
Il correspond avec Ambroise, évêque de Milan où se trouvent la cour de Valentinien et les bureaux de la préfecture, et avec Symmaque, qui est préfet de la Ville de Rome en 384.
L'empereur d'Occident Honorius nomme Nonius Atticus consul pour l'année 397. Il partage son consulat avec Flavius Caesarius, nommé par Arcadius l'empereur d'Orient.